# Raffaele Carelli
Raffaele Carelli (Monopoli, 24 settembre 1795 – Napoli, 25 giugno 1864) è stato un pittore italiano aderente alla Scuola di Posillipo.
Figlio di Settimio, modesto pittore neoclassico, e nipote di Domenico seguace dello stile di Pompeo Batoni, Raffaele Carelli abbandonò gli studi di medicina a cui era stato inizialmente destinato, per rivolgersi alla pittura sotto la guida del padre. Dopo inizi provinciali e tardosettecenteschi trascorsi a Bari eseguendo ritratti, raggiunse Napoli il 15 agosto 1815 per stabilirsi presso uno zio canonico. Come apprendista iniziò a replicare quadri antichi nella bottega di Raffaello Ciappa, restauratore e copista.
Successivamente frequentò lo studio di Huber, a Napoli già dal 1812 e stabilmente dal 1819, da cui Carelli apprese i fondamenti dell’arte del paesaggio e del vedutismo prospettico, dapprima come allievo e poi come collaboratore nell’arricchire di figurine i suoi dipinti di paesaggio. In questo periodo si legò in amicizia col poeta genovese Gioacchino Porta che lo mise in contatto con le importanti famiglie svizzere trapiantate a Napoli di Bourguignon e Meuricoffre trovando in loro le necessarie figure di mecenati dalle quali riuscì a ritagliarsi una posizione di rango che gli permisero di ampliare le opportunità di crescita professionale.
Nel 1817 sposò Rosa Coltellini, nipote di Celeste pittrice di ritratti in miniatura e consorte del barone Meuricoffre, ebbe tre figli Consalvo, Gabriele e  Achille che, sebbene sarebbero diventati anch’essi pittori di una certa rilevanza, erano dotati di caratteri deboli che si limitarono di acconciare l'insegnamento di Gigante e della scuola di Posillipo a superficiali esigenze di piacevolezza illustrativa.
Di diversa sensibilità artistica, Raffaele Carelli è considerato un precursore della scuola di Posillipo soprattutto per aver precocemente individuato una soluzione di compromesso tra la macchia chiaroscurale, il vedutismo prospettico e la scenografia classicista.
Tra i più dotati della scuola, deve tutta a Pitloo la propria svolta in senso moderno: ne assimila i modelli di sintesi della luce atmosferica, spesse volte rimanendo nel solco dell’eredità di alcuni pittori nordici che nei primi decenni dell’Ottocento si ritrovarono a Napoli come Dahl, Catel e successivamente Fearnley, coi quali in qualche modo dovette entrare in contatto.

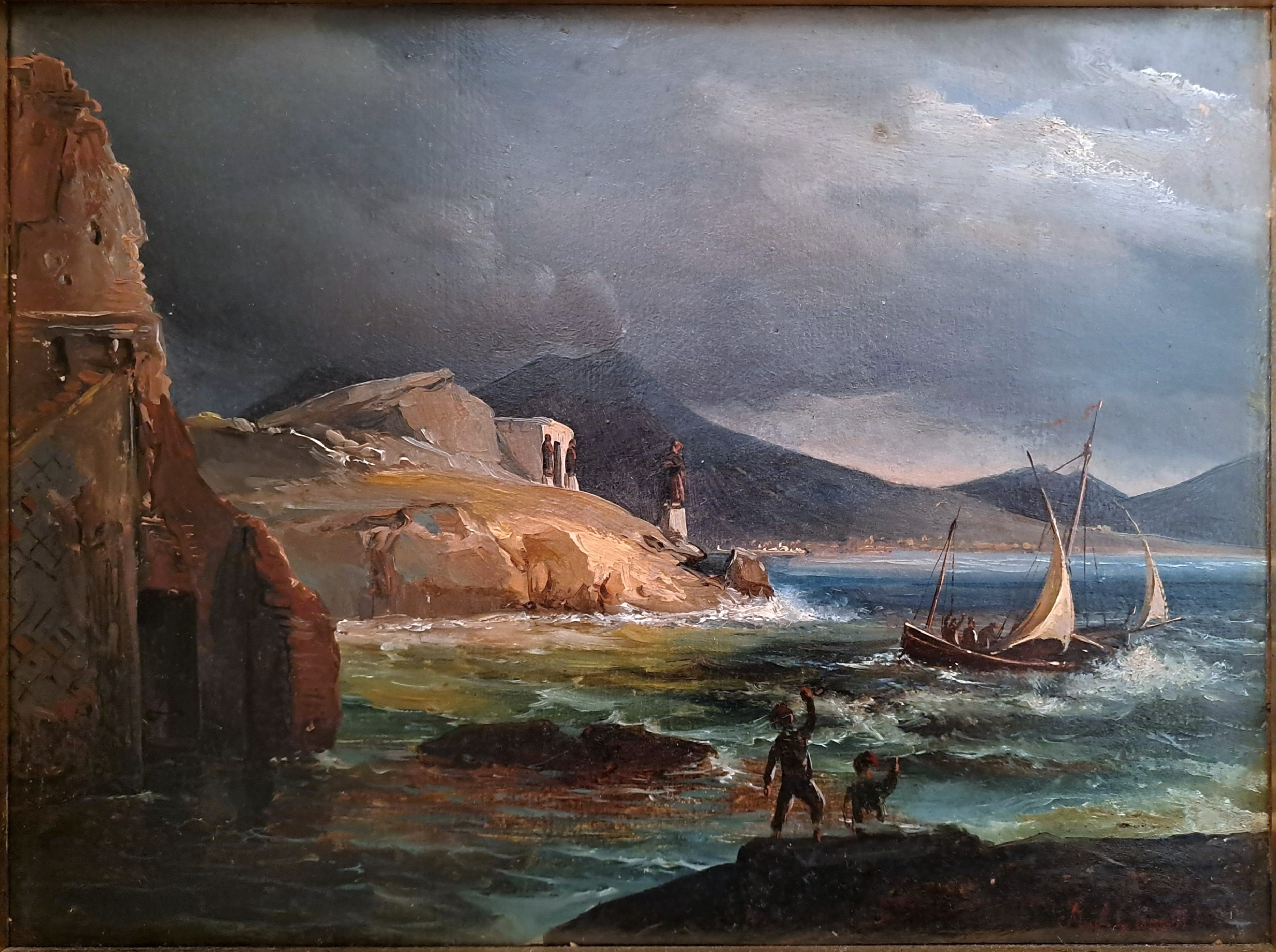
Rovine della scuola di Virgilio a Capo Posillipo

Dal 1826 con assiduità prese parte alle esposizioni di Belle Arti borboniche. In quell’anno espose ben sedici opere tra le quali molte vedute di Cava, una di Vietri, tre studi eseguiti ad Amalfi e due ritratti fra cui quello di un Brigante assiso in campagna. Di queste, la Veduta del prospetto dell'abbazia di Cava fu acquistata da Casa Reale.
Prese parte nel 1829 come illustratore all’edizione del Viaggio pittorico del Regno delle Due Sicilie edito da Cuciniello e Bianchi e nella biennale del 1830, conseguì la medaglia d'argento di I classe esponendo da Professore onorario del Real Istituto di Belle Arti quattordici opere fra cui una Veduta di Pozzano a Castellammare, una Veduta di Amalfi, una Veduta presa dallo scoglio di Frisia a Posillipo con gruppi di napoletani che ballano la tarantella e una Bambocciata sul cratere di Napoli. Su segnalazione di Antonio Niccolini, architetto e scenografo alla Corte di Napoli nonché direttore del Regio Istituto di Belle Arti, altri tre dipinti del Carelli in esposizione vennero acquistati dal re  Francesco I: Veduta della cascata del Fibreno, Cascata del Fiume Liri e Parodia del giudizio di Paride espresso per una bambocciata di un vecchio che presenta delle radici a tre lavandaje e due marinai in osservazione.
Nell’esposizione del 1833 presentò una Veduta con ponte della cascata di acqua in Sora con diverse figure, Cascata d'acqua e Festa campestre con veduta della torre della polveriera a Posillipo, conseguendo il premio della medaglia d'oro piccola.
Espose per l'ultima volta nel 1835 quattro dipinti: Bambocciata con zampognaro, Veduta di Palermo col mare in tempesta, una Veduta della strada di Carnello col Castello di Sora e armenti, Bambocciata rappresentante diversi conoscitori e negozianti di quadri antichi.
Meritò per quest'opera, poi entrata nella collezione Meuricoffre, la medaglia d'oro piccola.
In questi anni si legò pure al duca di Devonshire che accompagnò, come illustratore, nei suoi viaggi in Sicilia (1834) e in Oriente (1839).
Molti disegni e ritratti, rimanenza della collezione del duca oggi in parte smembrata, si trovano a Chatsworth mentre altre sue opere si conservano nel Museo Correale a Sorrento e nella Pinacoteca Bindi dove sono presenti alcuni ritratti di famiglia e due paesaggi: una Marina di Pozzuoli datata 1837 e Il porto di Castellammare.
Successivamente trascurò la pittura limitandosi a dare lezioni per dedicarsi prevalentemente all’attività di mercante e perito d'arte come confermano le diverse richieste pervenute per l'autorizzazione all’esportazione di quadri antichi e moderni.